# David Handley
David Handley (Birmingham, 3 de fevereiro de 1932 — 9 de março de 2012) foi um ciclista britânico. Representou o Reino Unido em um evento nos Jogos Olímpicos de 1960, em Roma.